# Cyprusdwergnijlpaard
Het Cyprusdwergnijlpaard (Hippopotamus minor) is een uitgestorven soort van het geslacht Hippopotamus dat op Cyprus leefde tijdens het holoceen.